# Пещеры Святого Беата
Пеще́ры Свято́го Беа́та (Свято-Беатовы пещеры, нем. St. Beatus-Höhlen) — карстовая пещерная система в известняках в Западных Альпах, на берегу Тунского озера в Швейцарии, относящаяся к числу самых длинных в стране. Свято-Беатовы пещеры, являющиеся одним из наиболее популярных туристических аттракционов Швейцарии, только в 2018 году посетили более 88 тысяч человек.

## История
Уже исследования начала XX века показали, что Беатовы пещеры, возможно, более чем за 2 тысяч лет до нашей эры были населены первобытными людьми. В исторический период — по разным данным в I—VIII веках — в ней жил позднее причисленный к лику святых отшельник Беат. В средневековье пещеры и выстроенная внутри них часовня святого Беата, впервые упомянутая в 1231 году, были местом посещения многочисленных паломников. В 1530 году, после победы Реформации в Берне, чтобы прекратить почитание святого, часовня была снесена, а вход в пещеры замурован. Всё это, однако, даже под угрозой высоких штрафов ничуть не мешало поклонению святыням, и паломники раз за разом разрушали вновь восстанавливаемые стены, толщина которых достигала 4 футов.
К середине XVIII века среди художников, естествоиспытателей и путешественников, к числу которых относились, например, Гёте и Вагнер, вновь просыпается интерес к почти позабытым пещерам. В 1811 году исследователями была достигнута отметка в 200 метров, а в 1848 году капитан одного из курсировавших по Тунскому озеру пароходов Иоханнес Кнехтенхофер (нем. Johannes Knechtenhofer) вместе со своими матросами смог добраться до грота, названного в его честь Капитанским (нем. Kapitänsgrotte).
Туристический бум начала XX века не обошёл стороной и Беатовы пещеры: был оборудован путь, ведущий к входу, проведено восстановление первых гротов, а 4 июля 1904 года они были открыты для посетителей, число которых уже в первый сезон превысило 10 тысяч. Благодаря коммерческому успеху работы по продлению туристического маршрута были продолжены и постепенно его общая длина достигла 950 метров. Исследования, проведённые во второй половине прошлого столетия, позволили составить подробную карту пещер и открыть в ней при этом новые, ранее неизвестные галереи. По сегодняшним стандартам исследование Беатовых пещер практически завершено.

## Легенда о драконе и святом Беате
С незапамятных времён обитавшие в окрестностях Тунского озера язычники приносили жертвы своим богам на скале у открывавшегося к его берегу входа в пещеру, пока взявшийся невесть откуда дракон не обратил в бегство живших в пещере друидов и не сделал её своим жилищем, наводя страх на всю округу. На счастье два чужестранца, пришедших издалека и принёсших с собою веру в нового всемогущего Бога, вызвались прогнать чудовище из его логова, несмотря на все попытки местных пастухов отговорить их от этой безрассудной идеи. Один из них, называвший себя Беатом, на рассвете добравшись до пещеры, поднял свой посох и именем небесного Господа заставил злобно шипящего дракона покинуть своё насиженное место, что тот и сделал, со страшным рёвом обрушившись во вскипевшие озёрные воды. Много и других чудес совершил Беат, поселившийся с той поры в пещерах и завещавший похоронить себя в них, дав им таким образом своё имя.
Впервые эту легенду записал в 1511 году францисканский монах Даниэль Агрикола (лат. St. Beatus-Höhlen), по всей видимости, попросту переложивший на швейцарскую почву каролингское сказание о жизни отшельника Беата из Вандома.

## Описание
Возраст пещер — в зависимости от хода — оценивается от 100 до 400 тысяч лет, причём рост их продолжается и в наши дни. Бо́льшая часть пещер имеет фреатическое происхождение, то есть является результатом размывания известняка — их основной породы — под действием растворённой в грунтовых водах угольной кислоты. Исследования скорости образования и разрушения хемогенных пород позволили обнаружить здесь следы 6 ледниковых периодов. Многофазная система Беатовых пещер является одним из лучших примеров взаимосвязи между пещерным генезисом и морфологией поверхности, представляющей собою моноклинный склон, опускающийся на юго-восток примерно на 15—30°. Протекающий в пещерах Беатов ручей, активно участвующий в их формировании, имеет площадь водосбора 10,5 км2 при среднем расходе воды 72 л/с (достигающем максимума в 3 м3/с). Натёчных минеральных образований относительно немного, причём сталактиты представляют собой длинные тонкие трубки, а сталагмиты напоминают утолщённые и округлые шишки и имеют желтоватую окраску.
В настоящее время длина открытых ходов в пещерах достигла 14 км при перепаде высот 353 метра, из них примерно 1 000 метров является туристическим маршрутом, проложенным в специально расширенных для этого ходах (при перепаде 80 метров). При этом вход в пещеры лежит на высоте 690 метров над уровнем моря, что на 132 метра выше уровня Тунского озера, в которое после каскада водопадов впадает Беатов ручей. Сами пещеры имеют помимо основного хода несколько небольших боковых ответвлений, а их гроты в туристической части носят собственные имена, как например, Доисторический (нем. Prähistorische Grotte) — где, по-видимому, и жил святой отшельник — или Зеркальный (нем. Spiegelgrotte), в котором отражение сталактитов в кристально чистой воде создаёт иллюзию ещё одного параллельного хода.
Температура воздуха в пещерах в течение года не меняется и составляет 8—10 °C. Флора и фауна представлены в них мхами — 26 видов, папортниками — 4, водорослями — 3, грибами — 4, беспозвоночными (например, коллемболы) — 24 и летучими мышами — 11. В доисторические времена животный мир пещеры, судя по найденным здесь костям млекопитающих, был более богатым и включал в себя даже полностью исчезнувших в Швейцарии бурых медведей.
С расположенной всего в нескольких километрах севернее системой Зибенхэнгсте пещеры Святого Беата никак не связаны, однако их возникновение и развитие имеет много схожего, что обусловлено нахождением их в одной геологической области: долине реки Аре.

## Современное использование
Пещеры Святого Беата открыты с марта по ноябрь как для индивидуальных посещений, так и в рамках экскурсий. Кроме того, к услугам посетителей предоставлены открытый в 2013 году музей, экспозиция которого посвящена истории, геологии и биологии пещер, а также ресторан и детская площадка. Работы по обустройству пещер для массового посещения продолжаются и поныне: к примеру, в 2019 году было проложено более 18 километров электрических кабелей и установлено 275 современных светодиодных ламп для их более эффектного и экономного освещения.